# Fjäringsgården
Fjäringsgården är en småort i Oppmanna distrikt i Kristianstads kommun i Skåne län, belägen just väster om Arkelstorp.

## Befolkningsutveckling
| Befolkningsutvecklingen i Fjäringsgården 2005–2015 | Befolkningsutvecklingen i Fjäringsgården 2005–2015 | Befolkningsutvecklingen i Fjäringsgården 2005–2015 | Befolkningsutvecklingen i Fjäringsgården 2005–2015 | Befolkningsutvecklingen i Fjäringsgården 2005–2015 |
| -------------------------------------------------- | -------------------------------------------------- | -------------------------------------------------- | -------------------------------------------------- | -------------------------------------------------- |
|                                                    |                                                    |                                                    |                                                    |                                                    |
| År                                                 |                                                    |                                                    | Folkmängd                                          | Areal (ha)                                         |
| 2005                                               | 2005                                               |                                                    | 58                                                 | 17#                                                |
| 2010                                               | 2010                                               |                                                    | 57                                                 | 17#                                                |
| 2015                                               | 2015                                               |                                                    | 63                                                 | 22#                                                |
| Anm.: Ny småort 2005. # Som småort.                |                                                    |                                                    |                                                    |                                                    |